# Jack (voornaam)
Jack is een voornaam voor jongens, afgeleid van Jacob en het Engelse John.

## Personen
Personen met de naam Jack:
- Jack the Ripper
- Jack Sparrow
- Jack Biskop
- Jack Black
- Jack Brabham
- Jack Bruce
- Jack Butler Yeats
- Jack Charlton
- Jack Colvin
- Jack Conway
- Jack Davenport
- Jack Dawson
- Jack DeJohnette
- Jack Dempsey
- Jack Gadellaa
- Jack de Gier
- Jack van Gelder
- Jack Ging
- Jack Grimes
- Jackson Kirk Grimes
- Jack H. van Lint
- Jack Haig (acteur)
- Jack Haig (wielrenner)

- Jack Harvey of Gerard Boedijn
- Jack de Heer
- Jack Herer
- Jack Higgins
- Jack Holden
- Jack Irons
- Jack Japp
- Jack Jersey of Jack de Nijs
- Jack Johnson (bokser)
- Jack Johnson (muzikant)
- Jack Kerouac
- Jack Kevorkian
- Jack Kilby
- Jack Kirby
- Jack Kooistra
- Jack Kornfield
- Jack Lance
- Jack Lawrence (bassist)
- Jack Lawrence (songwriter)
- Jack Lemmon
- C.S. "Jack" Lewis
- Jack London (auteur)
- Jack London (atleet)

- Jack Lord
- Jack Lummus
- Jack McCulloch
- Jack Middelburg
- Jack Mikkers
- Jack Roland Murphy
- Jack Nance
- Jack Nicholson
- Jack Nicklaus
- Jack Nieborg
- Jack de Nijs
- Jack O'Lantern
- Jack O'Neill
- Jack Olesker
- Jack Palance
- Jack Pickford
- Jack Poels
- Jack Power
- Jack Pudding
- Jack Rackham
- Jack Reed
- Jack Roland Murphy
- Jack Ruby

- Jack of John Russell
- Jack Sels
- Jack Shaheen
- Jack Shea
- Jack Shephard
- Jack Spijkerman
- Jack Sport
- Jacques Stockman
- Jack Teagarden
- Jack Tuyp
- Jack Valenti
- Jack Vance
- Jack Veerman
- Jack Vettriano
- Jack de Vries
- Jack Wagner
- Jack Warden
- Jack Welch
- Jack White
- Jack Wild
- Jack Williamson
- Jack Wouterse